# Stazione di Casamozza
La stazione di Casamozza (in francese: Gare de Casamozza, in corso: Gara di Casamozza) è una stazione ferroviaria e deposito locomotive della linea Bastia – Ajaccio. È posta a servizio della località omonima del comune di Lucciana. Tra il 1888 e il 1943, da quest'impianto si diramava la ferrovia della Costa orientale.
Di proprietà della Collectivité Territoriale de la Corse (CTC), è gestita dalla Chemins de fer de la Corse (CFC).

## Storia
È stata aperta il 1º febbraio 1888 assieme al tronco Bastia – Corte della Bastia – Ajaccio e al Casamozza – Tallone della ferrovia della Costa orientale.
Nel 1943, quest'ultima linea, che dal 1935 si attestava a Porto Vecchio, fu distrutta dai tedeschi in ritirata. Le società ferroviarie che ebbero in concessione la linea, decisero di non ripristinare il servizio ad eccezione del mantenimento di un raccordo per un'industria di Folelli. Questo tipo di servizio cessò nel giugno 1953.
A causa della guerra fu distrutto il fabbricato viaggiatori originario: l'attuale è stato ricostruito dalla Ponts et Chaffeux negli anni cinquanta del XX secolo.
Nel 1978, la Chemins de Fer et Transport Automobile (CFTA) decise di trasferire a Casamozza il deposito del materiale rotabile, fino a quel momento ubicato presso la stazione di Bastia.

## Strutture ed impianti
Lo scalo è dotato del tipico fabbricato viaggiatori delle piccole stazioni delle linee corse, presentando tuttavia un'ala aggiuntiva sul lato a meridione con funzione di ristorante (buffet) e ritirata.
Lo scalo merci è posto sul lato Bastia, a nord del fabbricato viaggiatori, ed è dotato di magazzino e di piano caricatore.
Di fronte all'edificio viaggiatori è presente il deposito locomotive.

## Movimento
Presso l'impianto termina la linea proveniente da Bastia e avente un raggio suburbano. La stazione è anche servita dai treni e dalle autocorse sostitutive della Bastia – Ajaccio.